# Vaux-sur-Seulles
Vaux-sur-Seulles ist eine französische Gemeinde mit 322 Einwohnern (Stand: 1. Januar 2022) im Département Calvados in der Region Normandie. Sie gehört zum Arrondissement Bayeux (bis 2017: Arrondissement Caen) und zum Kanton Bayeux. Die Einwohner werden Vaussois genannt.

## Geographie
Vaux-sur-Seulles liegt etwa 21 Kilometer westnordwestlich von Caen. Umgeben wird Vaux-sur-Seulles von den Nachbargemeinden Esquay-sur-Seulles im Norden, Rucqueville im Osten, Martragny im Osten und Südosten, Carcagny im Süden, Nonant im Süden und Südwesten sowie Saint-Martin-des-Entrées im Westen.

## Bevölkerungsentwicklung
| 1962                       | 1968 | 1975 | 1982 | 1990 | 1999 | 2006 | 2019 |
| -------------------------- | ---- | ---- | ---- | ---- | ---- | ---- | ---- |
| 281                        | 230  | 248  | 286  | 332  | 322  | 309  | 312  |
| Quellen: Cassini und INSEE |      |      |      |      |      |      |      |

## Sehenswürdigkeiten
- Kirche Saint-Pierre aus dem 12. Jahrhundert, seit 1927 Monument historique
- Schloss Vaussieux aus dem 18. Jahrhundert
- Schloss Vaux aus dem 17. Jahrhundert
- Herrenhaus Saint-Clair aus dem 15. Jahrhundert

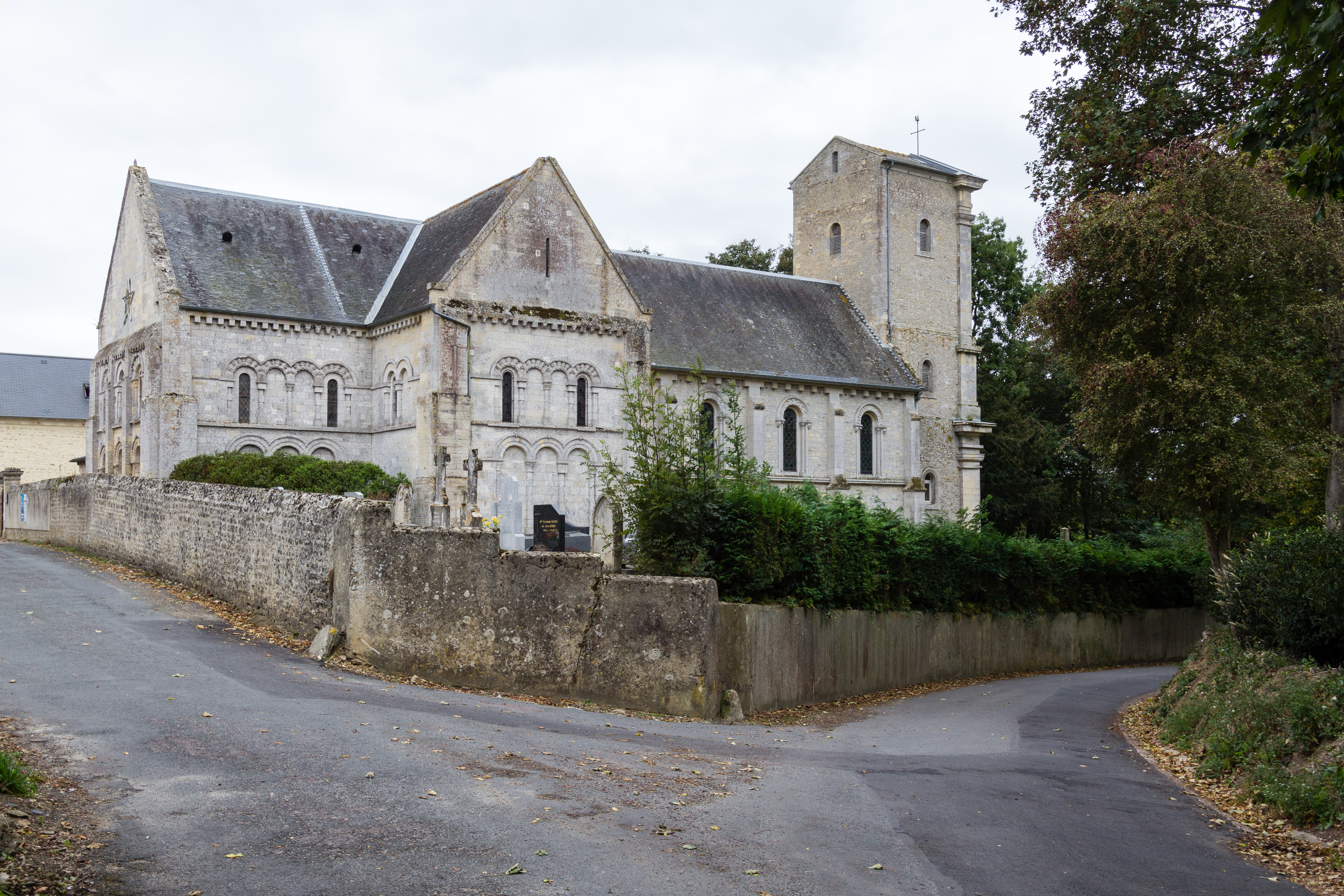
Kirche Saint-Pierre
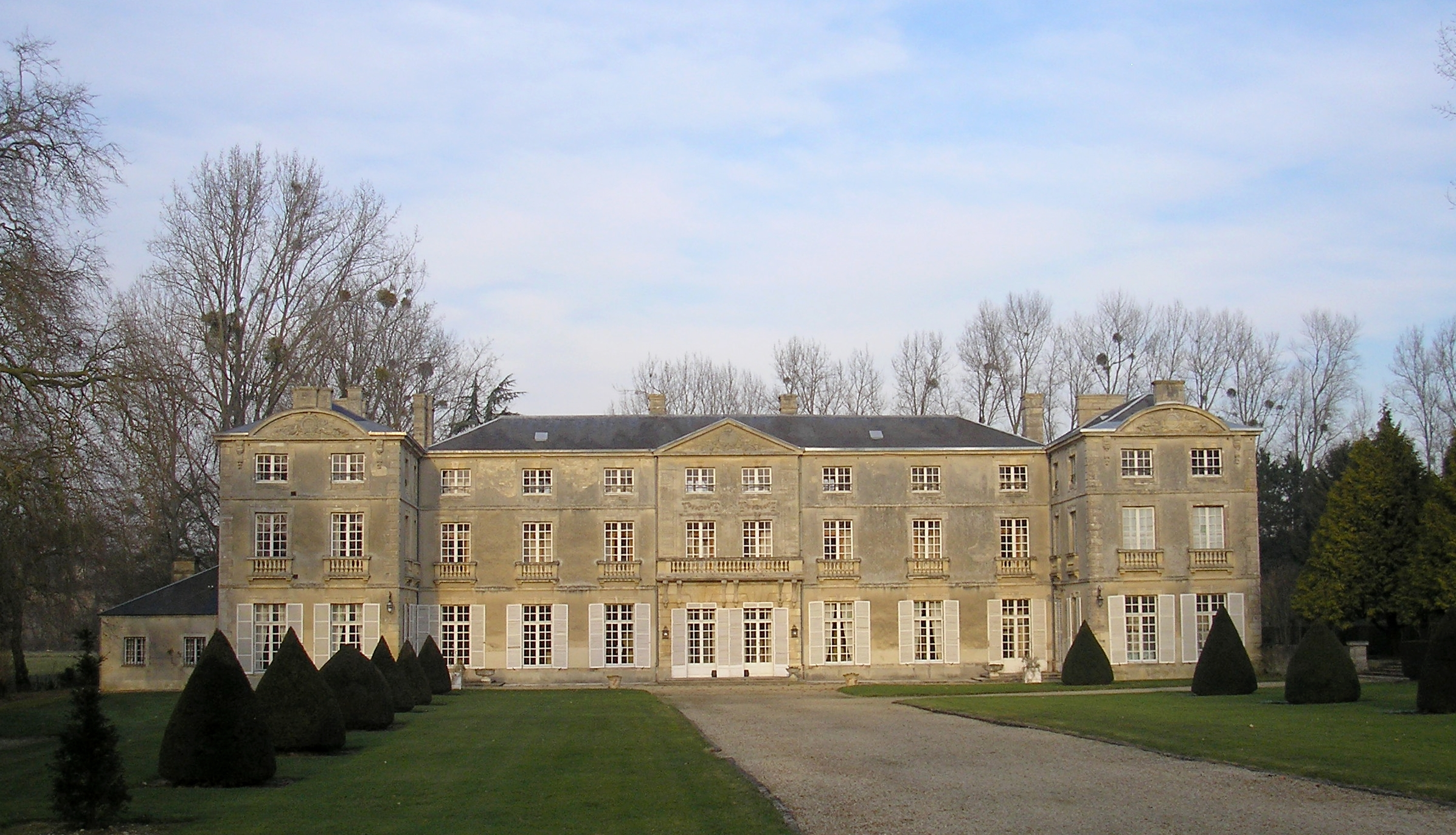
Schloss Vassieux